# OK Boomer
OK Boomer ist eine Phrase, die sich im Laufe des Jahres 2019 zu einem Internet-Meme entwickelte. Sie wird verwendet, um als stereotyp angesehene Ansichten der Baby-Boomer-Generation zurückzuweisen und sich über diese lustig zu machen. Das Meme vermeidet typischerweise eine fundierte inhaltliche Argumentation. Es repräsentiert einen Generationenkonflikt, der inhaltlich auf pauschalen Aussagen basiert. Der Begriff wurde 2019 zu einem der drei Deutschschweizer Wörter des Jahres gewählt.

## Verwendung
Die Phrase „OK Boomer“ wird als Erwiderung auf Meinungen älterer Personen, meist aus der Baby-Boomer-Generation, verwendet, welche vom Aussprechenden individuell als engstirnig, veraltet, negativ-abwertend oder herablassend empfunden werden. Häufig handelt es sich dabei um Aussagen, die sich auf den technischen Fortschritt, die globale Erwärmung, die Definition von Minderheiten oder auf allgemeine Einstellungen und Wertvorstellungen der jüngeren Generationen Y und Z beziehen. Bei der Phrase handelt es sich Kritikern zufolge um eine typische Totschlagformulierung im Sinne von „Ok, alles klar“, was hier der inhaltlichen Bedeutung von „Ja nee, ist klar“ gleichkommt.

## Herkunft
Zum Zeitpunkt des Aufkommens der Bezeichnung befanden sich viele Personen aus der Baby-Boomer-Generation in Entscheidungspositionen. Als Folge der Finanzkrise 2007 und der globalen Erwärmung, auf die eine politische Reaktion erwartet wurde, gab es in jüngeren Generationen gleichzeitig große Forderungen an die Politik, die diese jedoch mit nach ihrer Auffassung visionslosen Lösungsansätzen beantwortete, welche wiederum bei vielen Jüngeren zu einer großen Frustration führten. Auch wurden Bewegungen wie Fridays for Future wegen des großen Anteils an jungen Menschen häufig mit jugendlicher Unkenntnis abgetan, was generationale Fronten aufbaute. Ebenfalls führten die unterschiedlichen wirtschaftlichen Möglichkeiten (wie Wohnungsmarkt) und damit verbundener Unkenntnis über die Lebenssituation der unterschiedlichen Generationen zu Spannungen.
Obwohl das Meme erst im Oktober 2019 weltweit viral wurde, hatte es bereits in den Vorjahren vereinzelte Postings auf 4chan, Twitter und Reddit gegeben, in denen die Phrase verwendet wurde. Ihren Ursprung hatte sie auf der Plattform TikTok, als Plattformnutzer den Beitrag eines Mannes kommentierten, der jungen Leuten ein Peter-Pan-Syndrom und Infantilität vorwarf. Das Schlagwort verbreitete sich außerdem im selben Jahr durch ein Doge-Meme, das die Worte „OK Boomer“ enthielt und auf einigen sozialen Medien als Erwiderung auf pauschale Phrasen verwendet wurde.
Besondere Aufmerksamkeit erlangte OK Boomer am 29. Oktober 2019 durch einen Artikel in der New York Times, in dem der Autor schrieb, der Spruch markiere das „Ende der freundschaftlichen Beziehungen zwischen den Generationen“. Wenig später wurde ein Video bekannt, in dem die neuseeländische Parlamentsabgeordnete Chlöe Swarbrick die Phrase in ihrer Rede zum Klimawandel zu Anfang November 2019 im Parlament als Reaktion auf die Unterbrechung durch einen älteren Abgeordneten benutzte. Sie erklärte später, der Spruch drücke „kollektive Frustration“ aus.